# Chateaubelair
Chateaubelair es un gran poblado de pescadores ubicado al oeste de la isla caribeña de San Vicente, la isla principal de San Vicente y las Granadinas. Se encuentra justo al sur del volcán de Soufrière. Administrativamente, forma parte de la parroquia de Saint David. Comúnmente denominado simplemente "Chateau", es el enfoque y la comunidad más grande del Norte de San Vicente, y la cuarta ciudad más grande en el país.
Entre los lugares de interés se encuentran cascadas y rocas talladas de valor arqueológico, las cuales se creen que han sido dejadas por los indígenas Caribeños.
Muchas actividades están disponibles todo el año, incluyendo la pesca submarina, y la más común para el Caribe en general, el dominó, baloncesto, fútbol y críquet. La economía local es apoyada principalmente por la agricultura.